# عقل العويط
عقل العويط، شاعر وصحفي وناقد أدبي وأستاذ جامعي لبناني. من مواليد لبنان في عام 1952.

## سيرته الذاتية
ولد عقل العويط في لبنان عام 1952. شغل منصب مدير تحرير في ملحق النهار الثقافي ببيروت منذ عام 1996 الصادر عن جريدة النهار اللبنانية التي مازال يكتب بها حتى الآن. كما عمل مدرس للأدب والصحافة بجامعة القديس يوسف ببيروت.
أصدر عقل العويط عدة قصائد شعرية وترجمت أكثرها إلي عدة لغات للفرنسية والإنجليزية والاسبانية والإيطالية والألمانية، كما نشرت له العديد من الانطولوجيات والمجلات الأدبية الأدبية بالإضافة إلي صدور أنطولوجيا له عام 2006 صادرة من دار ميريت للنشر.

## أعماله
أعمال العويط المنشورة:
- الرابع من آب 2020، شرق الكتاب، 2020.
- سكايبينغ، هاشيت أنطوان، بيروت، 2013.
- وثيقة ولادة، بيروت: دار الساقي، 2011.
- إنجيل شخصي، دار النهار للنشر، الدار العربية للعلوم ناشرون، بيروت، 2009.
- سماء أخرى، مختارات شعرية، القاهرة: دار ميريت، 2002.
- سراح القتيل، بيروت: دار النهار للنشر، 2001.
- افتحي الأيام لأختفي وراءها، بيروت: دار النهار للنشر، 1998.
- مقام السروة، بيروت: دار النهار للنشر، 1996.
- لم أدعُ احداً، بيروت: دار الجديد، 1994.
- تحت شمس الجسد الباطن، بيروت: دار النهار للنشر، 1991.
- قراءة الظلام، بيروت: دار بيبلوس للنشر والتوزيع، 1986.
- المتكئة على زهرة الجسد، بيروت: المؤسسة العربية للدراسات والنشر، 1985.
- ماحيًا غربة الماء، بيروت: دار النهار للنشر، 1981.